# Малинников, Владимир Александрович
Владимир Александрович Малинников (1892—1949) — советский военачальник; комбриг (1936), полковник (27.01.1943).

## Биография
Родился 7 февраля 1892 года в селе Токсово Шлиссельбургского уезда Санкт-Петербургской губернии в семье почтового служащего. В четыре года лишился родителей и был взят на воспитание дядей — работником гимназии, и с его помощью окончил семь классов, поступив в 1912 году на действительную военную службу вольноопределяющимся 1-го разряда.

### Первая мировая война
Служил в Русской императорской армии с октября 1912 года по февраль 1918 года (с перерывом). В октябре 1912 года был зачислен в 111-й пехотный Донской полк в городе Ковно, где окончил учебную команду и проходил службу младшим унтер-офицером. По окончании действительной военной службы был уволен в запас. Работал служащим Петроградского главпочтамта. С началом Первой мировой войны, в ноябре 1914 года, был вновь мобилизован и зачислен унтер-офицером во 2-й запасной полк в городе Ораниенбаум. Всю войну воевал в 313-м пехотном Балашовском полку 79-й пехотной дивизии, дослужился до штабс-капитана. В ноябре 1917 года, командуя батальоном на Румынском фронте, был избран командиром 313-го пехотного Балашовского полка, выводил полк из Бессарабии в Россию.

### После Октябрьской революции
После Октябрьской революции служил в Красной армии — с февраля 1918 по апрель 1938 года и с ноября 1939 года. В Гражданскую войну, в мае 1918 года, В. Л. Малинников был назначен военруком военкомата в городе Балахна Нижегородской губернии. С октября 1918 по февраль 1919 года проходил подготовку на курсах при Штабе РККА в Москве, после чего командовал 2-м Нижегородским коммунистическим рабочим полком. В мае 1919 года был переведён в Сызрань на должность командира 7-го Приволжского запасного полка Приволжского военного округа. С февраля 1920 года командовал 3-м Сочинским партизанским полком Отдельной Черноморской бригады, с июля этого же года — 273-м стрелковым полком 91-й бригады 31-й стрелковой дивизии. С октября 1920 года Малинников командовал 190-м стрелковым полком 64-й стрелковой бригады 22-й стрелковой дивизии.
После Гражданской войны продолжал служить в 22-й Краснодарской стрелковой дивизии, где с июля 1921 года командовал 194-м стрелковым полком 55-й стрелковой бригады, с апреля 1922 года — учебным полком 66-й кадровой бригады. В августе 1922 года назначен командиром 111-го стрелкового полка 37-й Новочеркасской стрелковой дивизии, с февраля 1924 года командовал 110-м стрелковым полком этой же дивизии. В сентябре 1924 года Малинников был переведён в 33-ю стрелковую дивизию на должность помощника командира 97-го стрелкового Уфимского полка. С октября 1925 года исполнял должность старшего помощника начальника оперативного отдела штаба и временно исполняющего должность начальника штаба 16-го стрелкового корпуса Западного военного округа. В ноябре 1926 года был назначен командиром 79-го стрелкового полка 27-й Омской стрелковой Краснознаменной дивизии Белорусского военного округа. С октября 1927 по август 1928 года обучался на курсах «Выстрел». В марте 1931 года был переведен в Московский военный округ на должность помощника командира 48-й стрелковой дивизии им. М. И. Калинина. В ноябре 1933 года был направлен на Дальний Восток на должность командира 1-й отдельной военно-строительной бригады корпуса военно-строительных частей Особая Краснознамённая Дальневосточная армия (ОКДВА), с августа 1936 года исполнял должность заместителя командира Особого строительного корпуса ОКДВА.
22 апреля 1938 года Малинников был арестован и до 22 августа 1939 года находился под следствием органов НКВД Хабаровска; был освобождён в связи с прекращением дела и восстановлен в РККА 22 ноября 1939 года, будучи назначенным преподавателем кафедры тактики Военно-транспортной академии РККА им. Л. М. Кагановича. Член ВКП(б) с 1941 года.

### Великая Отечественная война
С началом Великой Отечественной войны комбриг В. А. Малинников был направлен из академии на работу по набору добровольцев в Ленинградскую армию народного ополчения. В июле 1941 года он вступил в командование 1-й Ленинградской стрелковой дивизией народного ополчения, которая 14 июля 1941 года была передана в состав Лужской оперативной группы войск для прикрытия юго-западных подступов к Ленинграду, вела бои на Лужском оборонительном рубеже. За отход дивизии из-под Луги комбриг В. А. Малинников был отстранен от должности и отдан под суд. 3 ноября 1941 года Военный трибунал Ленинградского фронта полностью его оправдал.
15 ноября 1941 года Малинников был назначен командиром 4-й морской стрелковой бригады Краснознаменного Балтийского флота. За срыв боевой операции и невыполнение боевого приказа при переправе через Неву, командир 4-й морской бригады комбриг Малинников Владимир Александрович, военком бригады полковой комиссар Вайдо Иван Петрович, заместитель командира бригады полковник Ярыгин Алексей Федорович и начальник штаба бригады интендант 1-го ранга Фарафонтьев Алексей Федорович приказом командующего войсками 8-й армии Ленинградского фронта от 24 ноября 1941 года были отстранены от должности. В начале декабря из всего личного состава 4-й морской бригады, оставшегося в строю, был сформирован 5-й сводный стрелковый батальон. С конца 1941 до марта 1942 года 4-я морская бригада, пополнив свои ряды, вновь под командованием комбрига Малинникова обороняла западное побережье Ладожского озера.
В июле-августе 1942 года В. А. Малинников был заместителем командующего 67-й армией, в составе которой в январе 1943 года участвовал в прорыве блокады Ленинграда. 8 марта 1944 года он был отстранен от своей и зачислен в распоряжение Военного совета Ленинградского фронта. С марта по июнь этого же года находился на лечении госпитале в Ленинграде, затем был назначен начальником 4-й окружной школы отличных стрелков снайперской подготовки Приволжского военного округа. С 31 января 1945 года исполнял должность начальника курсов усовершенствования офицеров пехоты Воронежского военного округа. С августа 1946 года Малинников исполнял должность начальника Московских курсов усовершенствования офицеров пехоты. 7 мая 1947 года был уволен в отставку. Проживал в Москве.
Умер 13 сентября 1949 года в Москве.

## Награды
- Был награждён орденом Ленина, тремя орденами Красного Знамени, орденом Отечественной войны 1-й степени и медалями, в числе которых «XX лет РККА» (№ 56435).